# Fehérfülű jakamár
A fehérfülű jakamár (Galbalcyrhynchus leucotis) a madarak (Aves) osztályának a harkályalakúak (Piciformes) rendjébe, ezen belül a jakamárfélék (Galbulidae) családjába tartozó faj.

## Előfordulása
A fehérfülű jakamár előfordulási területe kizárólag az Amazonas felső szakaszának az északi részére korlátozódik.

## Megjelenése
A fej-testhossza 20 centiméter. A nagy, rózsaszínes csőréről és a szemei mögött levő fehér foltokról ismerhető fel. A testtollazata vöröses-gesztenyebarna, sötét szárnyakkal. A nemek igen hasonlítanak egymásra.

## Életmódja
A trópusi és szubtrópusi mocsarakat és ritkított erdőket részesíti előnyben.

## Képek

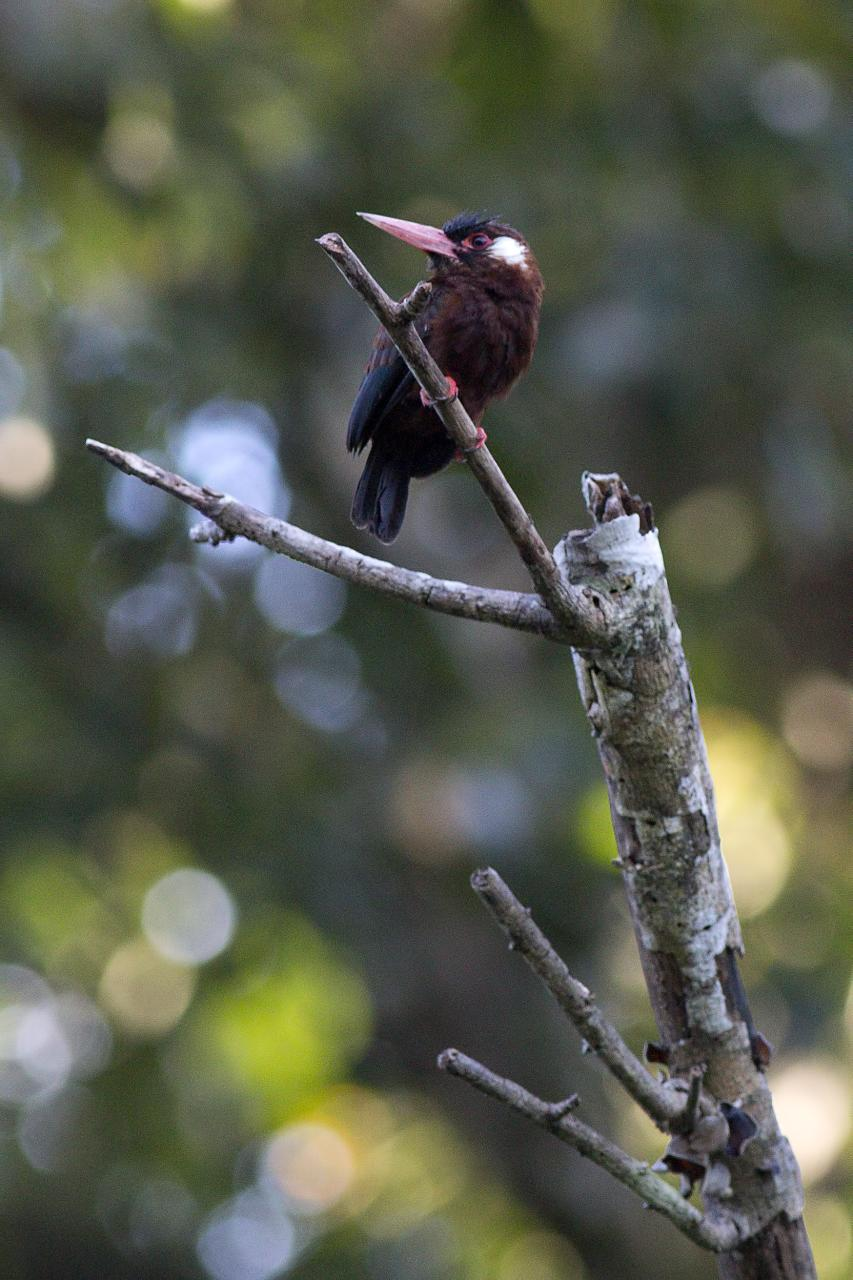
Az élőhelyén
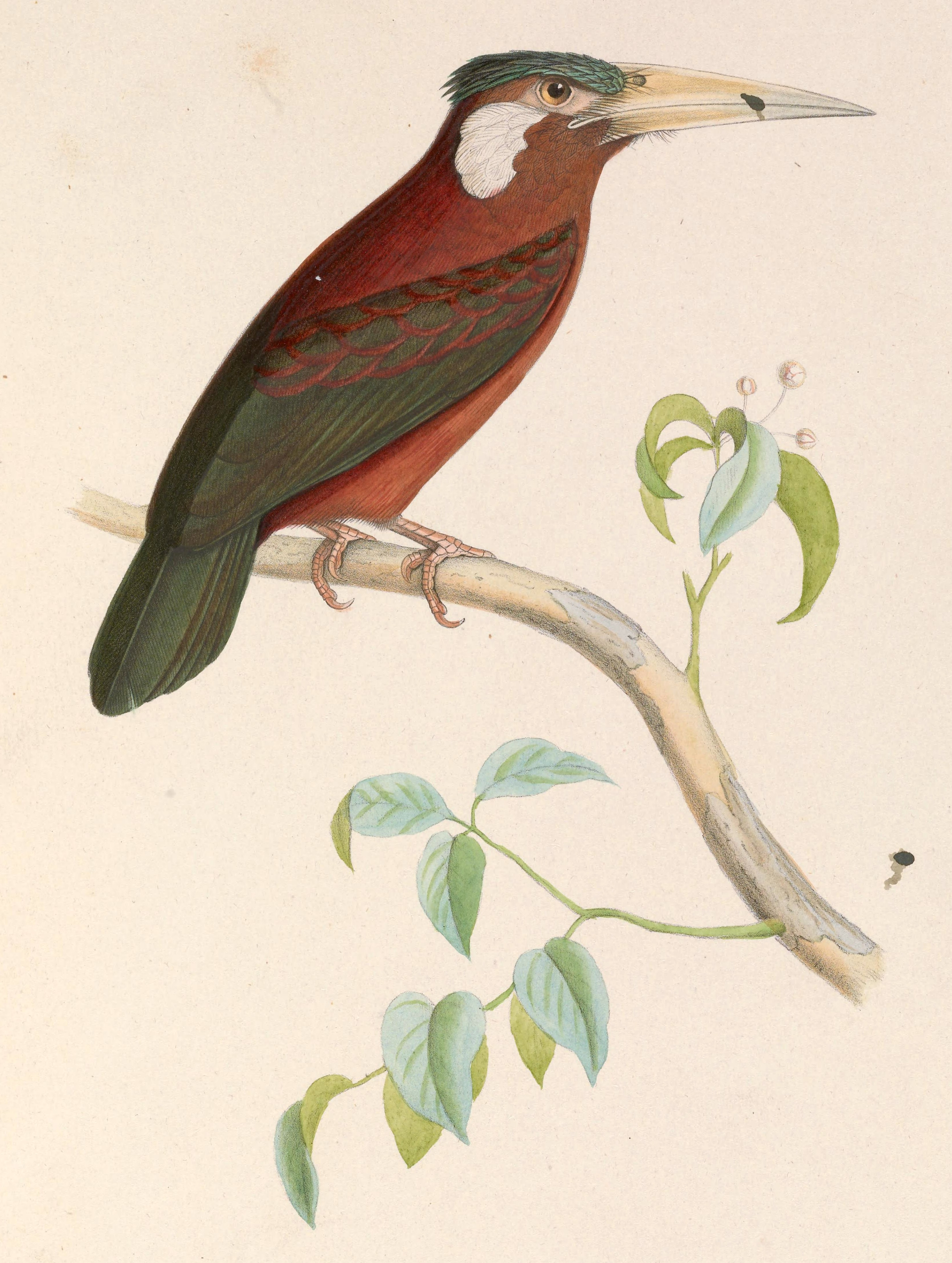
Rajz a madárról